# Риони
Рио̀ни (на грузински რიონი) е река в северозападната част на Грузия. Дължина 327 km, площ на водосборния басейн 13 400 km².

## Течение
Река Риони води началото си от долната част на ледника Еден, стичащ се по южния склон на Главния (Вододелен) хребет на Голям Кавказ. В налото тече в тясно и дълбоко дефиле на югоизток между Главния (Вододелен) хребет на североизток и Лечхумския хребет на югозапад. Постепенно завива на юг и югозапад, заобикаля от изток Лечхумския хребет и при град Они навлиза в обширна долина, заключена между Лечхумския хребет на север и Рачинския хребет на юг. На протежение от близо 55 km тече в западна посока през долината между двата хребета. В този участък отдясно (от север) в нея се вливат реките Сакаура, Лухунисцкали, Ладжанури и др., а от ляво – Гарула, Джорджора и др. На левия и бряг, в средата на долината е разположен град Амбролаури.
При сгт Ладжануригес Риони, напуска долината, завива на юг-югозапад и заобикаля и от запад Рачинския хребет чрез дълго 45 km, тясно и дълбоко дефиле. В този участък реката има малки и къси притоци.
След като премине през град Кутаиси Риони излиза от планините и навлиза в Колхидската низина. Тук тя завива на запад, разбива се на ръкави и силно меандрира. Поради натрупваните от нея наноси руслото ѝ по-високо от обкръжаващата я местност. При вливането си Черно море северно от град Поти образува делта, като основната част от оттока ѝ (до 90%) се оттича в морето по канал, съоръжен през 1939 г. с цел предотвратяване на град Поти от наводнения по време на пълноводието ѝ. В долното си течения в нея се вливат реките: Квирила, Супса и др. (леви); Губисцкали, Цхенисцкали, Техури, Циви и др. (десни). Тук по бреговете ѝ са разположени градовете Вани, Самтредия и Поти.

## Хидроложки показатели
Подхранването на реката е смесено, с преобладаване на дъжновното, а в горното течение – ледниковото. Пълноводие от март до октомври, като наводненията са често явление поради поройни летни валежи и по-високото ниво на водата в реката от околните местностти. Среден годишен отток в устието 405 m³/s. Водата ѝ се отличава с голямата си мътност, като през пролетта достига до 2650 gr/m³.

## Стопанско значение
На реката са изградени две ВЕЦ – Гуматската и Рионската. В долното течение, в Колхидската низина водите ѝ се използват за напояване. При високи води е плавателна за плиткогазещи съдове на 95 km от устието си.

## Топографска карта
- К-37-XVIII М 1:200000[2]
- К-38-VII М 1:200000[3]
- К-38-ХIII М 1:200000[4]
- К-38-ХIV М 1:200000[5]